# Ki Tavo

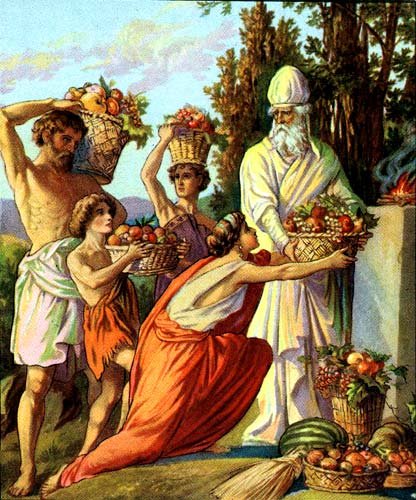
Evreii aduc la Templul din Ierusalim ofranda primelor roade. Ilustrație biblică litografiată, editată de compania Providence 1896-1913

Ki Tavó (în ebraică כִּי תָבוֹא, în traducere „Când vei intra”, în pronunția așkenază veche: Ki Sovo) este a 50-a pericopă săptămânală (parashat hashavua) din ciclul anual al lecturii Pentateuhului (Torá) în cursul serviciului divin iudaic de sâmbătă și sărbători. Ea este a șaptea pericopă dedicată lecturii Cărții Deuteronomului (Dvarim) si cuprinde versetele Deuteronom 26:1 - 29:8.
Pericopa povestește despre ceremonia primelor roade (bikurim), a zeciuielii, și despre binecuvântările rostite pe Muntele Gherizim și procurate de observarea legii divine, precum și blestemele (tohehá) lansate pe Muntele Ebal (Eval) pentru încălcările legii. Pericopa conține în ebraică 6811 litere, 1747 cuvinte, 122 versete si 261 de rânduri înscrise pe sulul Torei (Sefer Tora).
Evreii citesc pericopa aceasta în sinagogi în luna septembrie, mai rar la sfârșitul lunii august.
Ki tavo sunt al doilea și al treilea cuvânt din pericopă (versetul Deuteronom 26,1 - „Când vei intra în pământul pe care Domnul Dumnezeul tău ți-l dă moștenire și îl vei lua în stăpânire și te vei așeza pe el...”).

### Haftará
Cu pericopa Ki Tavo se citește ca Haftara - un pasaj din cartea prorocului Isaia:Isaia, 60.

### Comandamentele
Torá, cele Cinci cărți ale lui Moise, cuprinde, după tradiția rabinică, 613 prescripții sau comandamente.
După cartea Sefer Hamitzvot a lui Maimonide și după cartea Sefer Hahinukh, pericopa Ki Tavo conține trei comandamente pozitive și alte trei negative.
- La oferirea trufandalelor este obligatorie rostirea  unei declarații solemne (Deuteronom 26,5)
- Credinciosul trebuie să declare solemn, în fața lui Dumnezeu, în Sanctuarul său, că a adus din casa sa toate cele cerute de Dumnezeu  (Deuteronom  26,13)
- Se interzice consumarea celei de-a doua zeciuieli in stare de impuritate, chiar și la Ierusalim
- Se interzice consumarea celei de-a doua zeciuieli in vreme de doliu  (Deuteronom  26,14)
- Se interzice folosirea banilor de răscumpărare din a doua zeciuială, pentru orice altceva decât hrană sau băutură (Deuteronom  26,14)
- Este obligatoriu de a urma căile lui Dumnezeu, adică calea cinstei și a bunătății față de semenii noștri în orice faptă  (Deuteronom  28,9)

### La evreii din lumea islamică
Sâmbăta în care se citește pericopa Ki tavo, evreii originari din lumea arabă și islamică folosesc sistemul melodic numit maqam Sigah, considerat adaptat relatării trecerii Iordanuilui 